# Mädchen-Reformrealgymnasium Prag
Das Öffentliche deutsche Vereins-Mädchen-Reformrealgymnasium (vorher Deutsches Mädchen-Lyceum) war die einzige höhere deutschsprachige Mädchenschule in Prag. Sie bestand in der Straße Charvátova 5 von 1874 bis etwa 1944.

## Geschichte

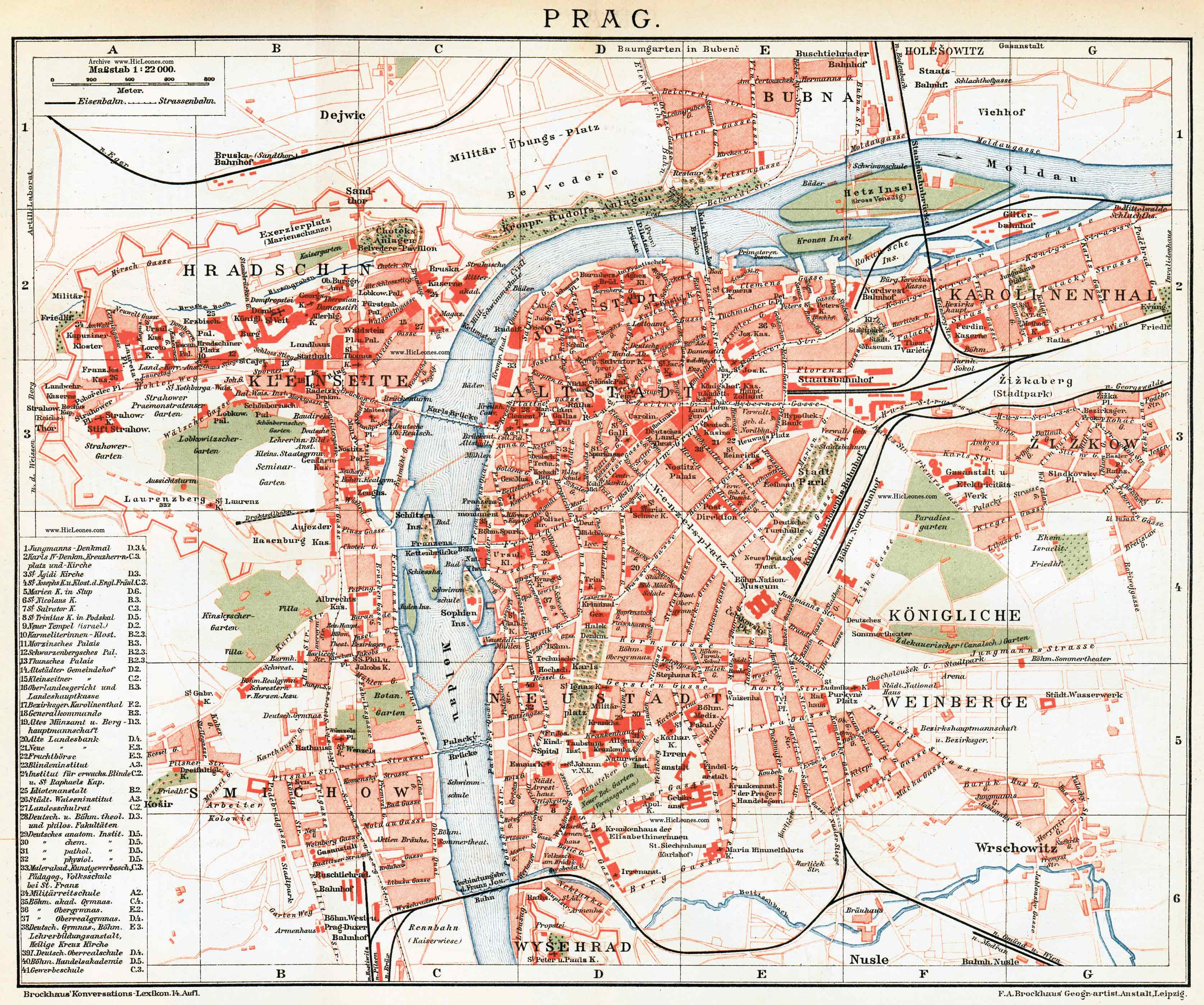
Prag um 1885: Deut. Mädch. Lyc. D4 oben

1874 wurde eine deutsche höhere Mädchenschule in Prag eröffnet. 1876 wurde sie in das Deutsche Mädchen-Lyceum umgewandelt, als erstes seiner Art in Böhmen und das einzige deutschsprachige in Prag in der gesamten Zeit seines Bestehens. Es befand sich in der Neustadt in der  Charvatgasse/Charvátova 5 spätestens seit 1883.
Unterrichtsfächer waren deutsche, englische und französische Sprache, Geschichte, Geographie, Naturkunde, Mathematik, Physik und Chemie, sowie Zeichnen, Gesang, Turnen und Kalligraphie (Schönschreiben). Der Abschluss nach sechs Schuljahren berechtigte zu einer externen Gasthörerschaft an einer Universität, nicht aber zu einem regulären Studium, da die Abschlüsse für Griechisch und Latein fehlten. (Einige Absolventinnen eigneten sich diese danach in Privatunterricht an.) 1898 wurden deshalb zwei Gymnasialklassen ergänzt, die zum normalen Universitätsstudium berechtigten, die Schule wurde aber offiziell trotzdem  nicht als Gymnasium, sondern weiter als Lyceum  bezeichnet.
1921 wurde sie in ein Öffentliches deutsches Vereins-Mädchen-Reformrealgymnasium umgewandelt, das weiterhin moderne Sprachen anstatt der alten unterrichtete. 
1939/40 wurde es in eine Deutsche Oberschule für Mädchen herabgestuft.

## Persönlichkeiten

### Schülerinnen
Das Lyzeum, später Reformrealgymnasium, war das einzige deutschsprachige in Prag zwischen 1876 und 1939.
Deshalb schickten die Familien der gehobenen deutschsprachigen Prager Mittel- und Oberschicht ihre Töchter dorthin. Die Mehrzahl der Schülerinnen waren jüdischer Herkunft, es gab nur etwa 5 Prozent tschechische Mädchen.
Schülerinnen waren unter anderen
- Berta Spohr (-Fanta) (1865–1918), betrieb später einen literarisch-philosophischen Salon, in dem viele Intellektuelle verkehrten, wie z. B. Franz Kafka und Albert Einstein
- Hermine Hanel (1874–1944)
- Maria Füllenbaum (-Forescu) (1875–1947), Opernsängerin und Filmschauspielerin
- Ada Hirsch (-Elias) (1885–1975), Ärztin in Wien und später in New York City
- Else Bergmann (geborene Fanta; 1886–1969), Pharmakologin und Zionistin
- Sophie Brod (-Friedmann) (1892–1962), Schwester von Max Brod[6]
- Alice Rühle-Gerstel (1894–1943), Schriftstellerin
- Gerty Cori (1896–1957), Biochemikerin und Nobelpreisträgerin
- Käthe Spiegel (1898–1941/44), Historikerin
- Gertrude Thieberger (-Urzidil) (1898–1977), die spätere Ehefrau des Schriftstellers Johannes Urzidil
- Anna Krommer (* 1924), 1933–1939, Schriftstellerin

sowie Töchter des Großindustriellen Emil Škoda und des Rabbiners Samuel Back.

### Lehrer
- Ludwig Schlesinger, 1876–nach 1895, erster Direktor des Lyzeums[8]
- Johann Bachmann, 1876–1902, Professor[9]
- Samuel Back, jüdischer Religionslehrer vor und nach 1895
- Marie Nietsch, ordentliche Lehrerin 1895
- Beatrix Řeháková, ordentliche Lehrerin 1895